# Apion Gramatyk
Apion Gramatyk, Pleistonikes (ur. 30/20 p.n.e., zm. 45/49) – starożytny grecki retor i gramatyk. Pochodził z egipskiej Aleksandrii, której obywatelstwo zdobył dzięki wstawiennictwu Izydora, lidera aleksandryjskich bojówek. Być może był dyrektorem tamtejszej Biblioteki. Twórca Historii Egiptu. Był cenionym znawcą poezji Homera oraz historii Egiptu. Podróżował po Grecji i Italii, wykładając nie tylko Homera, ale także Safonę, Anakroncjusza, Apicjusza, Pitagorasa. Jego wykłady obejmowały również kwestie związane z piramidami i magią. Za panowania Tyberiusza oraz Kaliguli przebywał i nauczał w Rzymie, gdzie otworzył własną szkołę, do której uczęszczał Pliniusz Starszy.
Był rzekomo człowiekiem mocno zarozumiałym, przez co wedle anegdoty podanej przez Pliniusza Starszego cesarz Tyberiusz nazywał go cymbałem świata (cymbalum mundi). Przeszedł do historii jako zaciekły antysemita. W swoich niezachowanych do czasów współczesnych dziełach zarzucał Żydom m.in. czczenie oślej głowy (onolatria) oraz mordy rytualne. Poglądom tym dał odpór Józef Flawiusz w swoim traktacie apologetycznym Przeciw Apionowi. Gdy w 39 lub 40 roku zamieszkujące Aleksandrię skonfliktowane społeczności grecka i żydowska wysłały poselstwa do Kaliguli, Apion przewodniczył delegacji Greków i oskarżał Żydów przed cesarzem o nieoddawanie czci bogom.